# Ponte Askøy

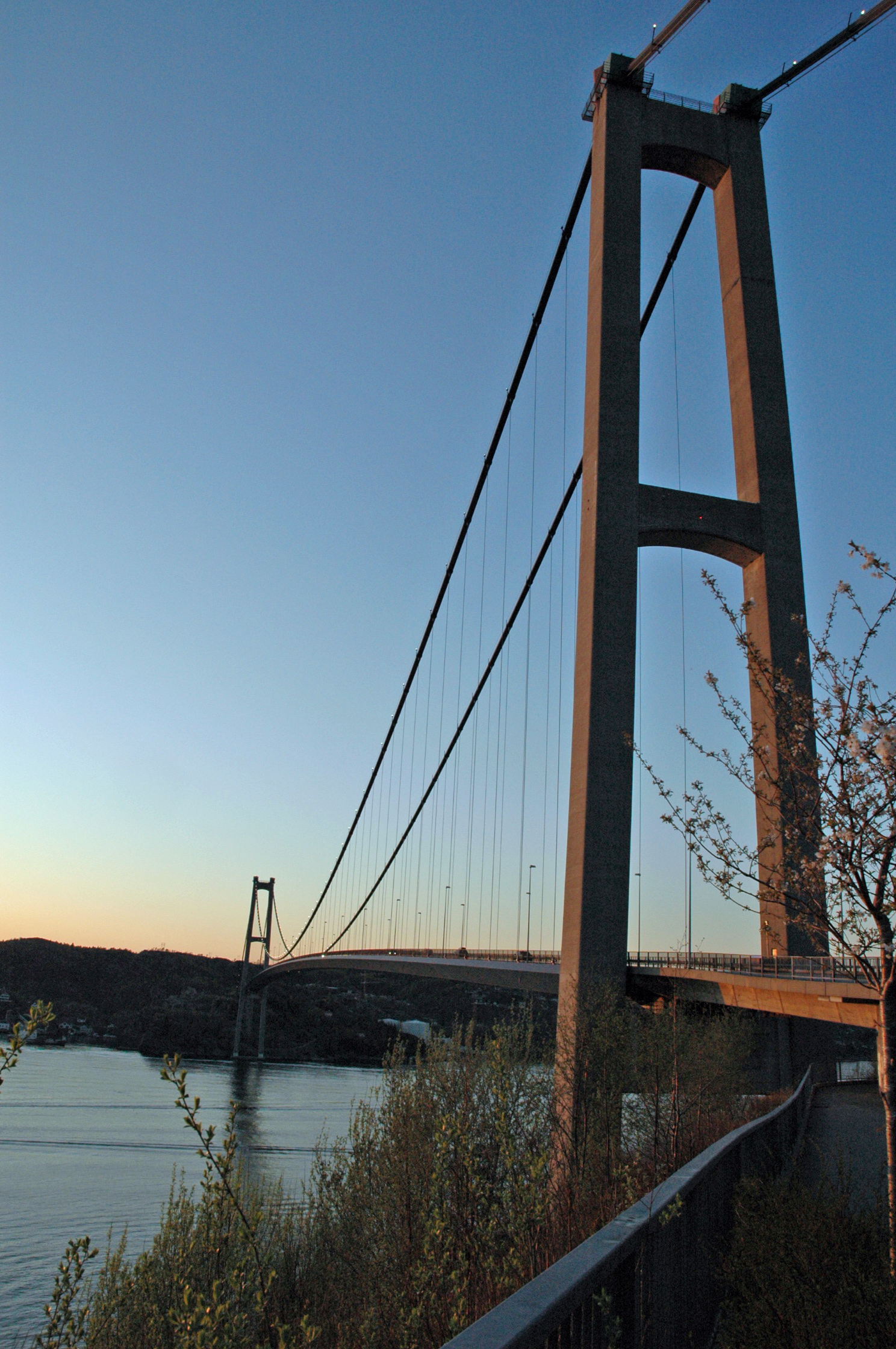
Ponte Askoy em Bergen.

A ponte Askøy (Askøybrua) é uma ponte pênsil perto da cidade de Bergen, na Noruega. Possui o maior vão livre da Noruega, embora não seja a mais longa ponte suspensa do país. Tem 1057 metros, o vão livre principal entre pilares possui 850 metros e a maior altura em relação ao solo é de 45 metros.
A ponte Askøy foi inaugurada em dezembro de 1992, e foi pedagiada até 18 de novembro de 2006.